# Senefeldera verticillata
Senefeldera verticillata är en törelväxtart som först beskrevs av Vell., och fick sitt nu gällande namn av Léon Camille Marius Croizat. Senefeldera verticillata ingår i släktet Senefeldera och familjen törelväxter. Inga underarter finns listade i Catalogue of Life.

## Bildgalleri

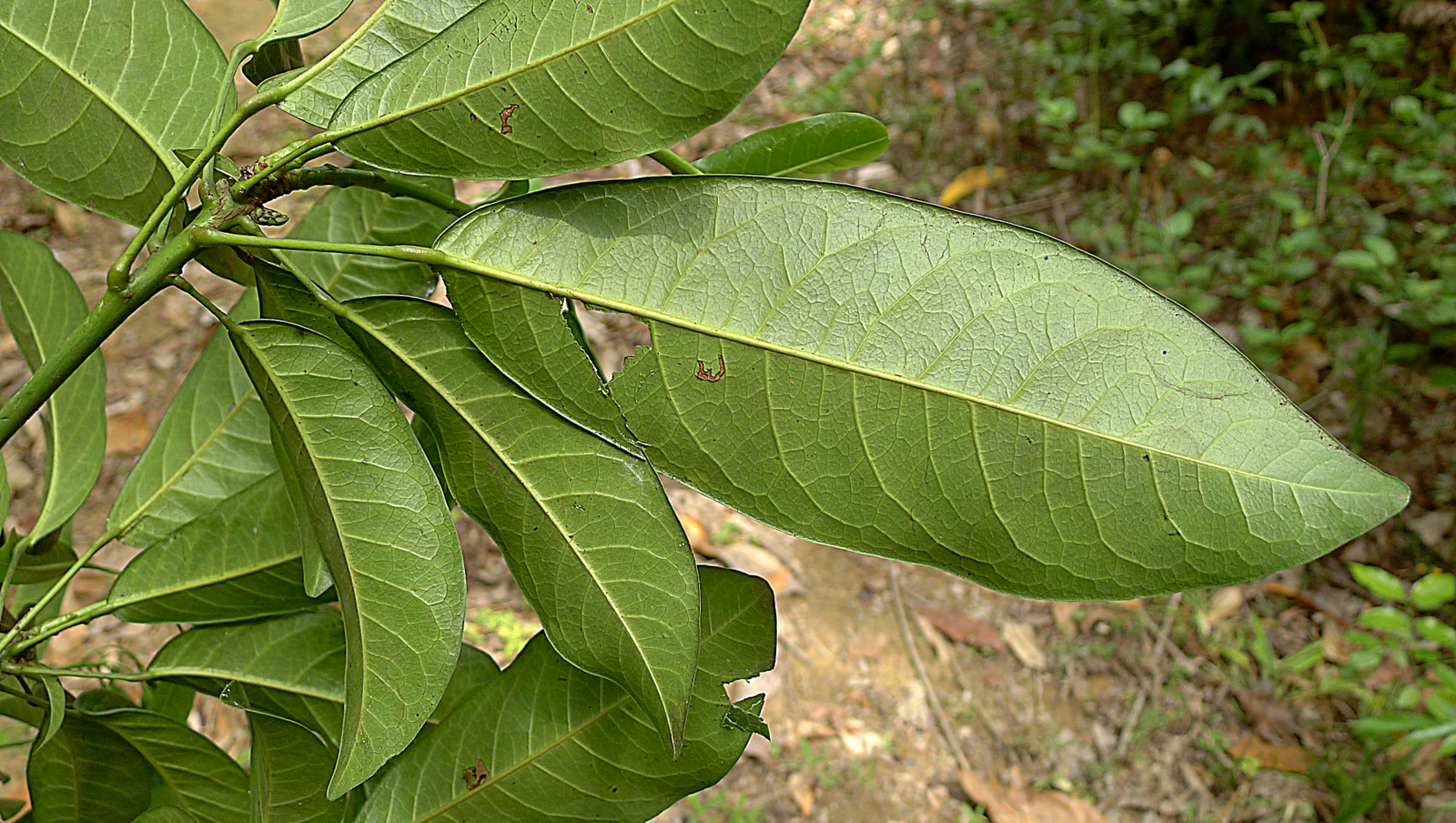
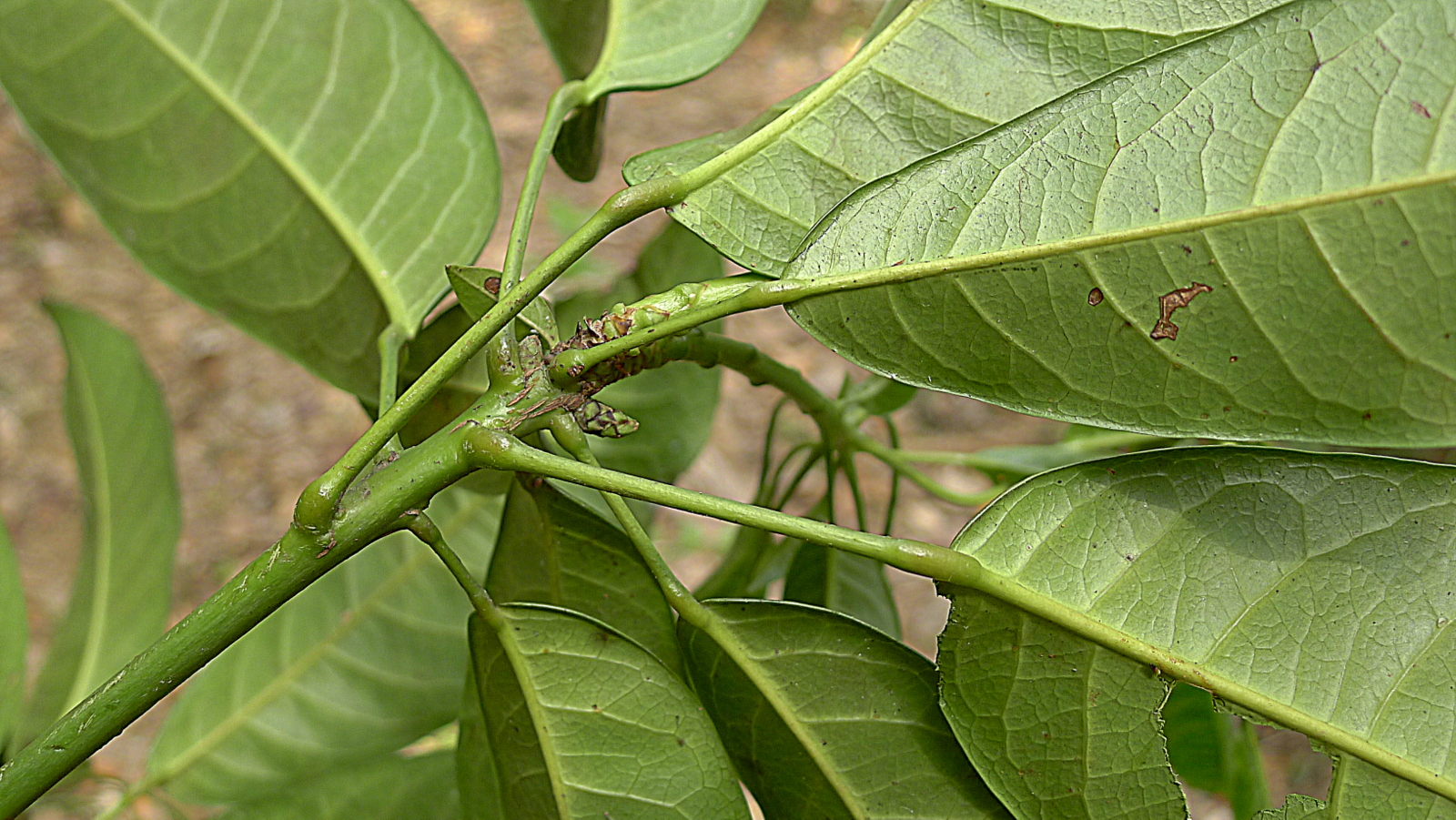
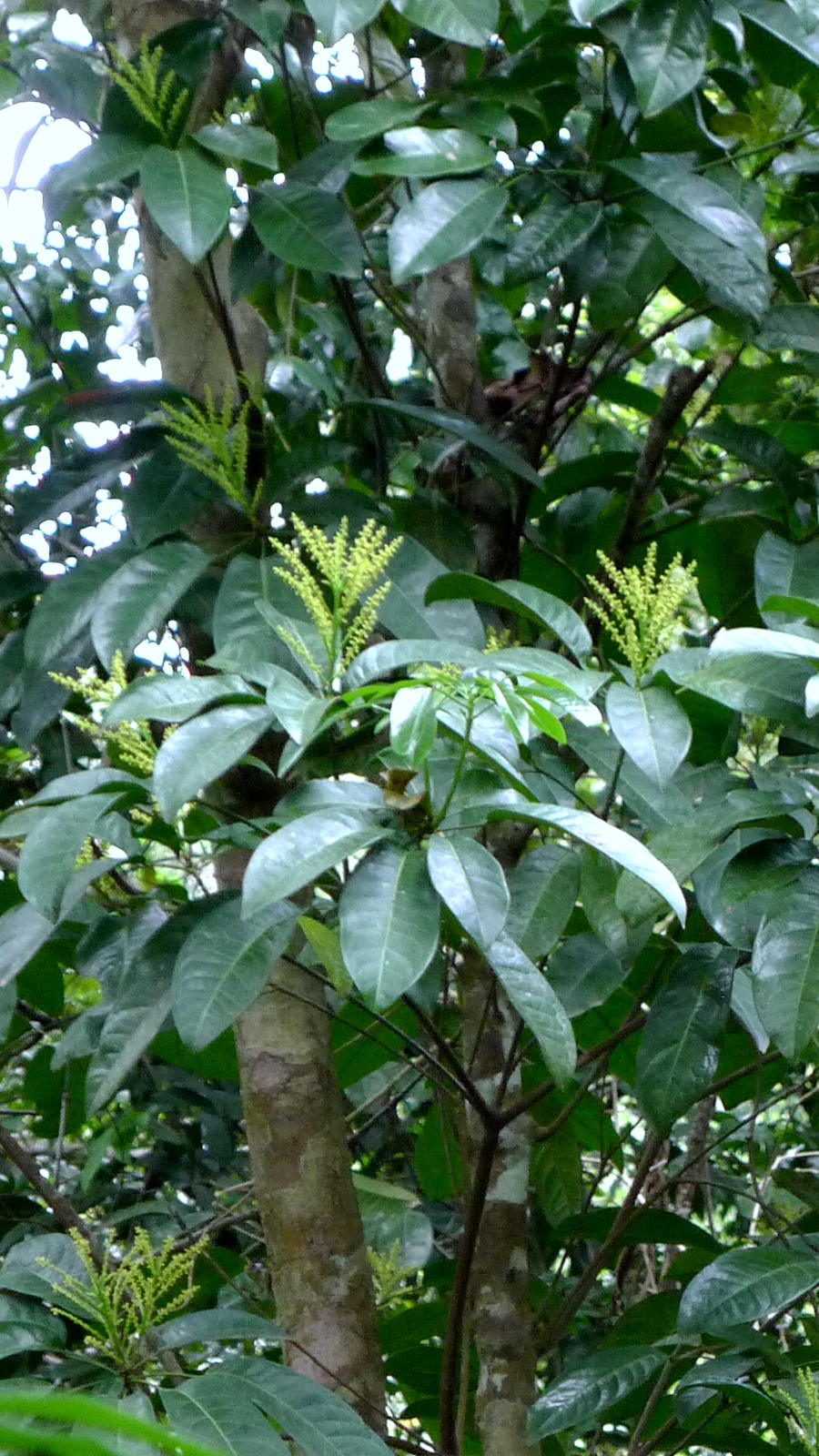
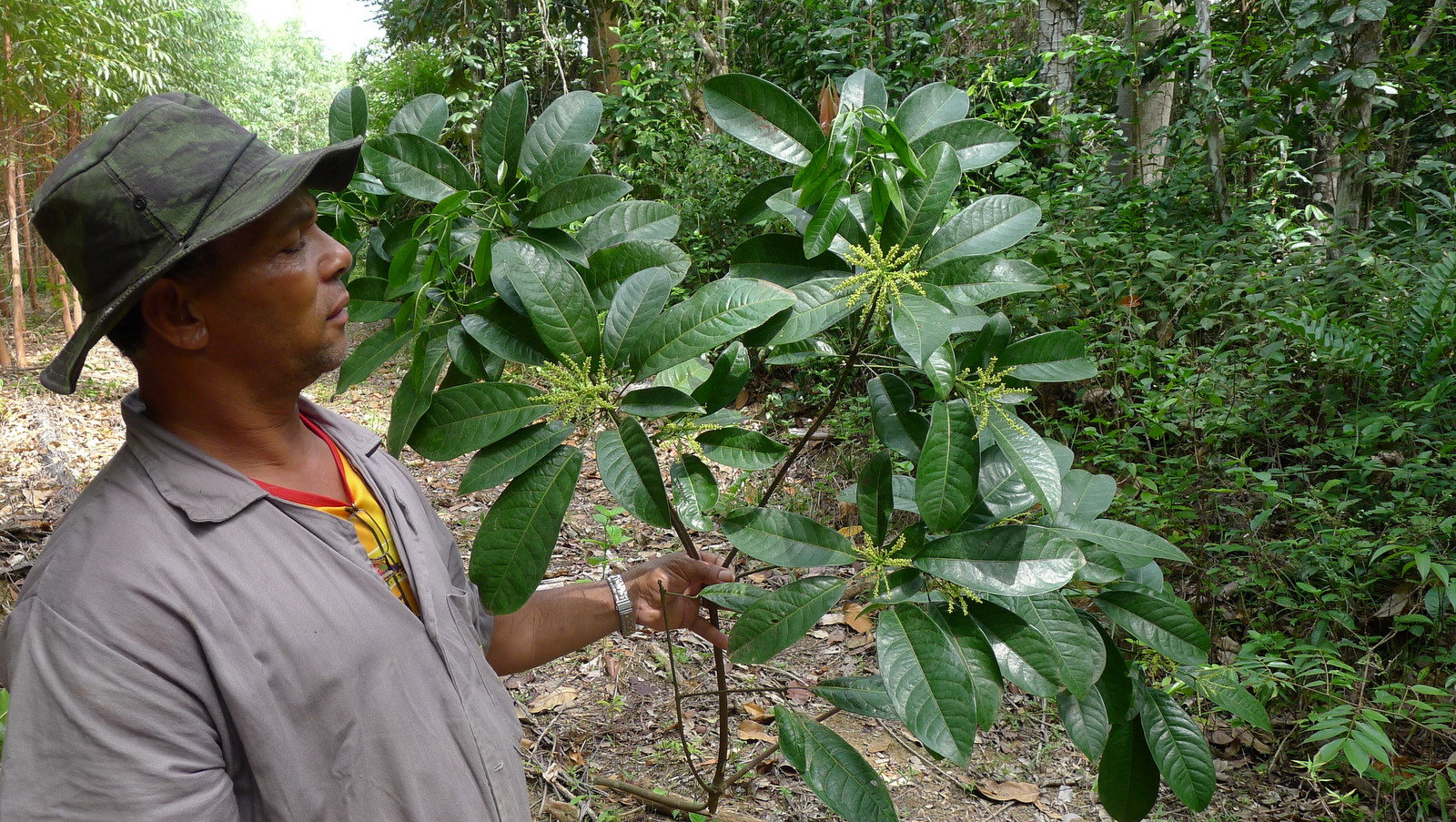